# Jupiter-díj
A Jupiter-díj  egy amerikai sci-fi-díj volt 1974 és 1978 között. A díj odaítéléséről a Instructors of Science Fiction in Higher Education döntött.

## Győztesek
| Év   | Regény (Novel)                                     | Kisregény (Novella)                                   | Novella (Novelette)                           | Rövid novella (Short Story)                           |
| ---- | -------------------------------------------------- | ----------------------------------------------------- | --------------------------------------------- | ----------------------------------------------------- |
| 1974 | Rendezvous with Rama írta: Arthur C. Clarke        | The Feast of St. Dionysus írta: Robert Silverberg     | The Deathbird írta: Harlan Ellison            | A Suppliant in Space írta: Robert Sheckley            |
| 1975 | The Dispossessed írta: Ursula K. Le Guin           | Riding the Torch írta: Norman Spinrad                 | The Seventeen Virgins írta: Jack Vance        | The Day Before the Revolution írta: Ursula K. Le Guin |
| 1977 | Where Late the Sweet Birds Sang írta: Kate Wilhelm | Houston, Houston, Do You Read? írta: James Tiptree Jr | The Diary of the Rose írta: Ursula K. Le Guin | I See You írta: Damon Knight                          |
| 1978 | A Heritage of Stars írta: Clifford D. Simak        | In the Hall of the Martian King írta: John Varley     | Time Storm írta: Gordon R. Dickson            | Jeffty Is Five írta: Harlan Ellison                   |

## Fordítás
- Ez a szócikk részben vagy egészben  a   Jupiter Award című angol Wikipédia-szócikk fordításán alapul.  Az eredeti cikk szerkesztőit annak laptörténete sorolja fel. Ez a jelzés csupán a megfogalmazás eredetét és a szerzői jogokat jelzi, nem szolgál a cikkben szereplő információk forrásmegjelöléseként.